# Paul Drews (Theologe)
Paul Gottfried Drews (* 8. Mai 1858 in Eibenstock; † 1. August 1912 in Halle (Saale)) war ein evangelisch-lutherischer Theologe und Pfarrer.

## Leben
Paul Drews wurde 1858 als Sohn des Kaufmanns August Drews und seiner Frau Alma Zeißig, Tochter eines Arztes, im erzgebirgischen Eibenstock geboren. Er besuchte die humanistische Thomasschule zu Leipzig. Von 1878 bis 1881 Evangelische Theologie studierte er an den Universitäten Leipzig und Göttingen. Während seines Studiums in Göttingen wurde er Mitglied der Akademischen Theologischen Verbindung Thuringia. Nach beendetem Studium fand er bei einem Adeligen in Franken Anstellung als Hauslehrer. 1883 wurde er Pfarrer in Burkau und 1889 Archdiakon an  der Lukaskirche in Dresden. Nach der Promotion zum Lic. theol. im Jahr 1892 (mit der Arbeit Petrus Canisius, der erste deutsche Jesuit) wurde er 1894 zum außerordentlichen Professor für Praktische Theologie an der Universität Jena berufen. 1901 erhielt er eine ordentliche Professur an der Universität Gießen, von wo er 1908 an die Universität Halle wechselte.
In seinen Studien widmete er sich vor allem der Reformationsgeschichte (Herausgabe von Luthers Disputationen). Außerdem forschte er zur Geschichte der Liturgie und der evangelischen Kirchenkunde, die durch ihn erst innerhalb der Praktischen Theologie etabliert wurde. In seinem Ansatz nahm er auch Impulse der christlich-sozialen Bewegung auf, wobei er sich von den ungeschichtlichen Vorstellungen, wie sie andere Vertreter hatten, distanzierte (z. B. Friedrich Naumann: Christus als Urtypus des Sozialreformers). Drews war Mitbegründer der kirchlich-religiösen Zeitschrift Die Christliche Welt und Herausgeber des Sammelwerkes Evangelische Kirchenkunde.
Heute gilt er vielfach als Wegbereiter der Religionssoziologie und der Empirischen Theologie.

## Ehrungen
1887: Ehrendoktor der Theologischen Fakultät der Martin-Luther-Universität Halle-Wittenberg

## Schriften (Auswahl)
- Petrus Canisius, der erste deutsche Jesuit, Halle 1892.
- Disputationen D. Martin Luthers in den Jahren 1535 bis 1545, Halle 1895/96.
- Das kirchliche Leben der Evangelisch-Lutherischen Landeskirche des Königreichs Sachsen, Tübingen 1902.
- Zur Entstehungsgeschichte des Kanons in der römischen Messe, Tübingen 1902.
- Der evangelische Geistliche in der deutschen Vergangenheit, Jena 1905.
- Der wissenschaftliche Betrieb der praktischen Theologie in der theologischen Fakultät zu Gießen, in: Die Universität Gießen von 1607-1907. Festschrift zur dritten Jahrhundertfeier, 2. Band, Töpelmann: Gießen 1907, S. 245–292. pdf
- Das Problem der praktischen Theologie. Zugleich ein Beitrag zur Reform des theologischen Studiums, Tübingen 1910.
- Entsprach das Staatskirchentum dem Ideale Luthers?, Tübingen 1911.